# Deputação
Uma deputação (do latim deputatione) é, lato sensu, um corpo de deputados de uma assembléia e suas respectivas atividades. Em sentido estrito, o termo é hoje empregado sobretudo na Espanha para designar a administração de suas províncias.

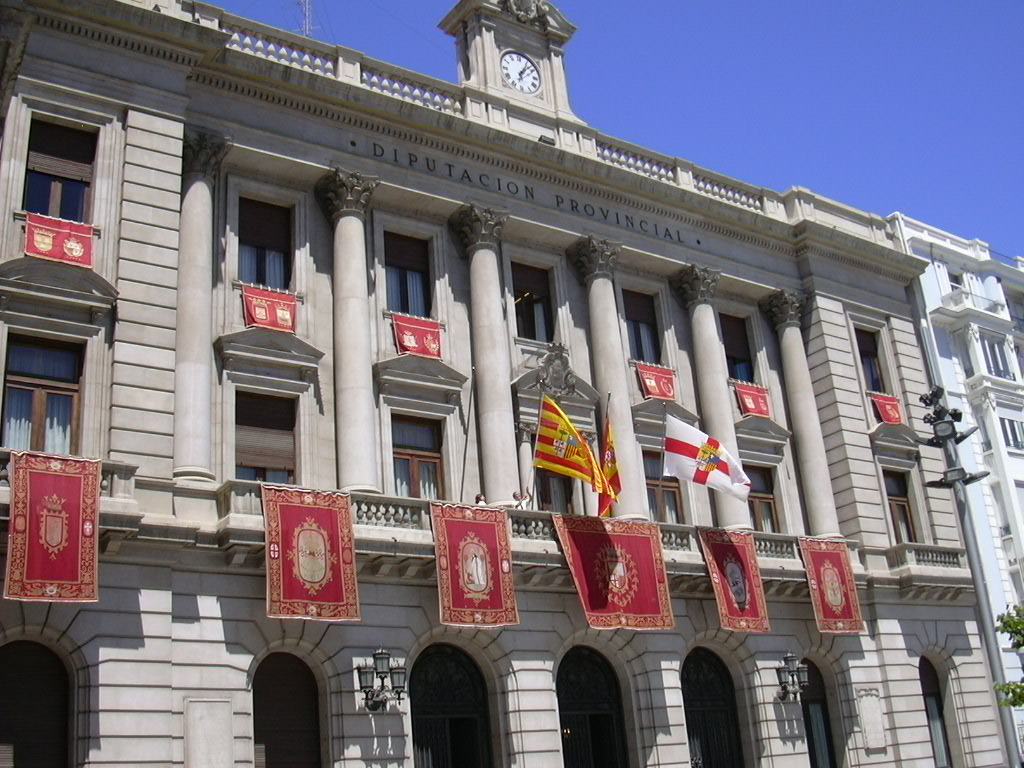
Palácio da Deputaçao Provincial de Saragoça.

As deputações (em castelhano diputaciones, em catalão diputacions, em basco aldundiak ou diputazioak, e em galego deputacions) têm caráter territorial e sua função é gerir os interesses econômico-administrativos das províncias. Nas Ilhas Canárias as deputações recebem o nome de "cabildos insulares" e nas Ilhas Baleares de "conselhos insulares" (em catalão consells insulars).
A história das deputações remonta a 1812 com o advento da Constituição de Cádis, tendo tido um papel diferente em cada época histórica, como o severo controle do governo central durante a ditadura franquista. 
Os membros das deputações provinciais são eleitos de forma indireta, a partir do resultado das eleições municipais totais de cada província. As exceções são os cabildos e conselhos insulares (para os quais recentemente se estabeleceu pleitos diretos para a escolha de seus membros), as comunidades uniprovinciais e as deputações forais do País Basco.